# کول‌تپه دوجی سفلی
کول تپه دوجی سفلی مربوط به هزاره اول قبل از میلاد - دوره اشکانیان است و در شهرستان مشگین‌شهر، بخش مرکزی، دهستان دشت، روستای جبدرق واقع شده و این اثر در تاریخ ۱۲ دی ۱۳۸۶ با شمارهٔ ثبت ۲۰۳۲۸ به‌عنوان یکی از آثار ملی ایران به ثبت رسیده است.